# Gau Thüringen
De Gau Thüringen, (Nederlands: Gouw Thüringen) was een bestuurlijke indeling van de NSDAP. De gouw bestond van 1925 tot 1945. Het was gevormd uit de staat: Thüringen.

## Geschiedenis
In 1925 werd de gouw Thüringen opgericht door de NSDAP. Na de machtsovername door de nazi’s in Duitsland in 1933 kregen de gouwen en hun gouwleiders een soort territoriale macht naast de oude deelstaten. Op 6 april 1925 werd Arthur Dinter door Hitler benoemd tot de eerste gouwleider van de NSDAP in Thüringen. Tegelijkertijd werd hij de uitgever van de krant Der Nationalsozialist. Voor zijn trouw aan de NSDAP kreeg Dinter het lage partijnummer 5.
Fritz Sauckel (partijnummer 1395) was de directeur die onder Dinter in de gouw werkte en hem, met de steun van Hitler, omverwierp. Gedurende deze tijd ontwikkelde de gouw zich tot de zogenaamde Trutzgau van het Duitse rijk. In 1926 vond de eerste rijkspartijdag na de Bierkellerputsch plaats, waaruit de Hitlerjugend werd opgericht.
Na het verkiezingssucces van de NSDAP in 1929 trad Sauckel toe tot de Thüringer Landtag en werd hij fractievoorzitter van de NSDAP in het parlement onder de regering Baum-Frick, waarin de NSDAP voor het eerst betrokken was bij een Duitse deelstaatregering.
In 1930 werd aan de Universiteit van Jena een 'leerstoel voor rassenvraagstukken en rassenstudies' opgericht om de nazi-raciale ideologie op wetenschappelijke basis te onderbouwen (rassenhygiëne). De oratie van Hans F. K. Günther, getiteld 'De oorzaken van raciale verandering in de bevolking van Duitsland sinds de migratieperiode', werd onder andere bijgewoond door Adolf Hitler en Hermann Göring.
Na de verkiezingsoverwinning in juli 1932 vormde de NSDAP de regering met 42,5% van de stemmen, en het Thüringer deelstaatparlement koos Sauckel op 26 augustus 1932 tot staatsminister van Binnenlandse Zaken. Aanvankelijk nam hij ook het voorzitterschap van de deelstaatregering op zich. Dit betekende dat zowel het district als het land in één hand waren.
Na de verkiezingsoverwinning in juli 1932 vormde de NSDAP de regering. Na de Duitse Rijksdagverkiezingen 1933 werd Sauckel op 5 mei benoemd tot rijksstadhouder van Thüringen. Op 8 mei 1933 werd de Oude Strijder Willy Marschler benoemd tot premier van Thüringen, een functie die hij bekleedde tot april 1945. De Pruisische bestuurlijke regio Erfurt en het district Machtum Schmalkalden behoorden echter ook tot de partijgouw, waardoor Sauckel nog steeds rekening moest houden met de president van de Pruisische provincie Saksen (Curt von Ulrich) en de provincie Hessen-Nassau (Philipp von Hesse) voor deze gebieden. Pas in 1944 nam hij de verantwoordelijkheid voor Erfurt op zich. Zijn eerdere pogingen om in Thüringen een ‘super-gouw’ te creëren, werden op rijksniveau stopgezet. De regeringspresident van Erfurt, Otto Weber, was tevens de kreisleiter van Weimar en Erfurt, en was daarom ondergeschikt aan de gouwleider.
De gouwleiding was gevestigd aan de Adolf-Hitler-Straße 7 in Weimar. Heinrich Siekmeier nam aanvankelijk de leiding van de uitgeverij Der Nationalsocialist over, daarna de leiding van de gouw, voordat hij werkte als hoofd van de gouworganisatie en het gouw-personeelsbureau en plaatsvervangend gouwleider. De Gauführerschule (vrije vertaling: gouwleiderschapschool) was de Staatsschule für Führertum und Politik in Egendorf. De schoolleider in 1936 was de HJ-functionaris Herbert Haselwander. In 1933 nam Paul Papenbroock de leiding over het onderwijs en de NSLB in de gouw. Vanaf 1931 was Heinrich Bichmann de Gauwirtschaftsberater (vrije vertaling: gouw-economisch adviseur).
Sauckels voornaamste zorg was om Thüringen te profileren als een ‘modelgouw’. Om dit doel te bereiken, bevorderde hij de ontwikkeling van Weimar tot een representatieve gouwhoofdstad, vooral omdat Hitler veel waarde hechtte aan deze stad. Dit werd duidelijk in 1938, met de nieuwbouw van Hitlers favoriete Hotel Elephant op het marktplein. Het middelpunt was het ‘Gauforum Weimar’ (Weimarplatz), met gebouwen voor het kantoor van de rijksstadhouder en de gouwleiding, partijafdelingen, de Deutsche Arbeitsfront, de Wehrmacht en een ‘Hal van de Volksgemeenschap’, ontworpen voor 20.000 toeschouwers. Deze hal zou dienen als decor voor de enscenering van de nazi-volksgemeenschap tijdens massa-evenementen. Het bouwproject was bijna voltooid en was het enige regionale nazi-machtscentrum in Duitsland. Rondom het gebouw bevonden zich klassieke locaties, zoals het Goethe-Nationaal Museum en de (nog niet voltooide) Nietzsche-Gedenkzaal, naast het Nietzsche-Archief. De Staatsuniversiteit van Jena, sinds 1934 bekend als de ‘Friedrich Schiller Universiteit’, werd het medium voor het nazistische cultuurbeleid, met name door middel van rassenstudies. In 1939 werd Karl Astel, oprichter van het staatsbureau voor rassenstudies in 1933, de eerste ‘rassenonderzoeker’ die werd benoemd tot rector van een Duitse universiteit in Jena. Duizenden psychiatrische patiënten werden het slachtoffer van euthanasie, een programma dat werd ontwikkeld in Thüringen. Dit werd uitgevoerd in sanatoria in Blankenhain, Hildburghausen, Pfafferode en Stadtroda, waar ongeveer 630 patiënten het leven lieten. Daarbovenop kwam nog de ‘kindereuthanasie’ in Stadtroda.
Sauckel werd ook actief in het economische beleid. De onteigening en "arisering" van de Suhler wapens- en voertuigenfabriek van de joodse familie Simson in 1935 legde de basis voor de Wilhelm-Gustloff-Stiftung. Als een NS-modelbedrijf gaf het de nieuwe eigenaar economische macht. Op 27 mei 1936 richtte Sauckel de stichting op in Weimar en werd door Adolf Hitler benoemd tot stichtingsleider van dit wapenconcern. Op 1 september 1939 werd hij rijksverdedigingscommissaris voor Wehrkreis IX in Kassel, en op 21 maart 1942 werd hij benoemd tot Generalbevollmächtigter für den Arbeitseinsatz (Algemeen Gevolmachtigde van de Arbeidsinzet). Daarmee was hij verantwoordelijk voor de deportatie en organisatie van ongeveer vijf miljoen buitenlandse arbeidskrachten naar Duitsland, die gedwongen moesten werken voor de Duitse industrie en landbouw. Vooral door de bouw van ondergrondse fabrieken nam het aantal van deze arbeiders toe, zoals bij het concentratiekamp Mittelbau. Vermoedelijk werd een Führerhauptquartier in het Jonastal voorbereid als laatste "vesting". In Nohra, Bad Sulza (vanaf 1933), bestonden concentratiekampen, en bij Ettersberg-Hottelstedt werd vanaf 1937 het grote concentratiekamp Buchenwald gebouwd. Op 4 april 1945 werden gevangenen van de Gestapo-gevangenis in de Marstall Weimar en gevangen van de Landgerichtsgevangenis vermoord. In totaal werden in deze misdaad aan het einde van de oorlog meer dan 140 mensen in een bosje bij Weimar geëxecuteerd.
Vanaf 1937 was de gouw ook de thuisbasis van het concentratiekamp Buchenwald en zijn vele subkampen. Van de 238.979 gevangen die naar Buchenwald gestuurd werden overleden er 43.045.

## Ambtsbekleders
De volgende personen behoorden tot de gouwleiding:
- Gauleiter:
  - Arthur Dinter (1925 - 1927)
  - Fritz Sauckel (1927 - 1945)

- Gauleiterstellvertreter: 
  - Hans Severus Ziegler (1927 - 1931)
  - Willy Marschler (1931 - 1932)
  - Fritz Wächtler (1932 - 1935)
  - Heinrich Siekmeier (1936 - 1945)